# Wasser-Ampfer
Der Wasser-Ampfer (Rumex aquaticus), veraltet auch Wasser-Mönchsrhabarber genannt, ist eine Pflanzenart aus der Gattung der Ampfer (Rumex).

## Beschreibung

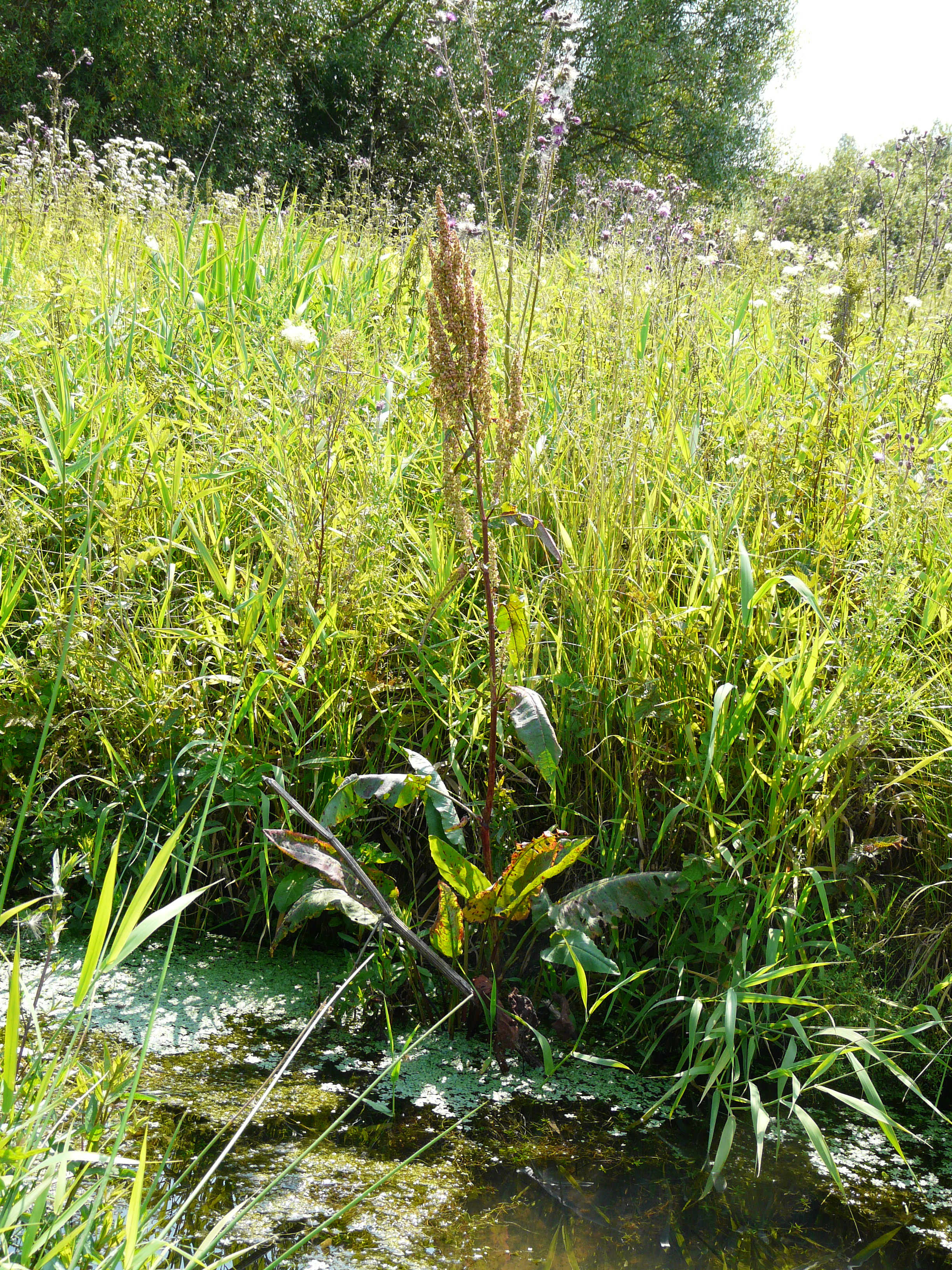
Der Wasser-Ampfer am Rande eines Entwässerungsgrabens in der Schwalmaue in Nordhessen (Deutschland)

Der Wasser-Ampfer ist eine ausdauernde krautige Pflanze, die Wuchshöhen zwischen 0,8 und 2 Metern erreicht.
Die Laubblätter sind in Blattstiel und Blattspreite gegliedert. Der Blattstiel ist ungefähr so lang wie die Blattspreite. Die Grundblätter sind bei einer Länge von bis zu 45 Zentimetern sowie einer Breite von etwa 25 Zentimetern länglich und dreieckig-eiförmig. Die Spreitenbasis ist tief herzförmig mit abgerundeten Basallappen. In der oberen Blatthälfte ist der Blattrand fast gerade und die Blattspitze oft spitz oder spitzlich. Die Blattspreite ist am Rand durchgehend fein gewellt und von dunkelgrüner Farbe. Die Nebenblattscheiden sind braun gefranst.
Die Blütezeit reicht von Juli bis August. Der sehr dichte rispige Blütenstand nimmt an den Hauptachsen oft die halbe Stängellänge ein (Das heißt bis zu 1 Meter lang!) und die vielen Blüten sind meist überlappenden Knäueln angeordnet. Die Blüten sind zwittrig.
Die Valven sind bei einer Länge von 5 bis 9 Millimetern sowie einer Breite von 4 bis 7 Millimetern dreieckig-eiförmig mit abgerundeten oder gestutztem Grund. Ihr Rand ist schwielenlos und von grünlicher bis rotbräunlicher Farbe. Die Früchte sind gestielt, wobei die Stiele direkt unter der Frucht schwach verdickt sind. Die sich ausbildenden Nüsse sind zwischen 3,4 und 3,8 mm lang und von hellbrauner Farbe.
Die Chromosomenzahl beträgt 2n = 120, 140 oder etwa 200.

## Vorkommen
Der Wasser-Ampfer ist in Asien und im östlichen Europa beheimatet. Die Westgrenze seines Hauptareals verläuft durch das westliche Rhein-Main-Gebiet, am nördlichen Oberrhein und östlich des Schwarzwaldhauptkammes. Die europäische Südgrenze verläuft durch die Alpen und auf der Balkanhalbinsel. Die europäische Nordgrenze liegt am Nordkap. Nach Osten erstreckt sich das Verbreitungsgebiet über ganz Sibirien bis zum Pazifik, Russland, Kasachstan, Kirgisistan, der Mongolei und über die Volksrepublik China. Natürliche Vorkommen gibt es auch in Japan. In Nordamerika bestehen neophytische Vorkommen. Arealsplitter finden sich in Schottland, in Zentralfrankreich, im Saarland und im Kaukasus.
Der Wasser-Ampfer gedeiht am besten auf feuchten bis nassen, zeitweise überschwemmten oder überstauten Böden im Bereich von meso- bis eutrophen Gewässern. Die Böden sind meist basenreich und kiesig bis tonig. Mitunter findet sich der Wasser-Ampfer auch auf nährstoffreichen Niedermoorböden.
Rumex aquaticus wächst zumeist in Ufer-Röhrichten oder Hochstaudenfluren, vor allem von Bach- und Flussufern sowie an Gräben und Stillgewässern. Seltener werden auch Niedermoorflächen in Flutmulden im Bereich von Feuchtwiesen besiedelt, vor allem dann, wenn diese zeitweise überschwemmt werden. Er ist eine Charakterart des Phalaridetum arundinaceae, kommt aber auch in anderen Gesellschaften des Verbands Magnocaricion, des Filipendulion oder Agropyro-Rumicion vor.

## Systematik
Der Name Rumex aquaticus wurde 1753 von Carl von Linné erstveröffentlicht.
Nach Herbarbelegen bildet der Wasser-Ampfer mit Krausem Ampfer (Rumex crispus), Fluss-Ampfer (Rumex hydrolapathum) und Stumpfblatt-Ampfer (Rumex obtusifolius) natürliche Hybriden. Der Bastard mit Fluss-Ampfer ist in Gebieten, in denen beide Arten vorkommen nicht selten; im Habitus ähnelt er mehr dem Fluss-Ampfer.

## Gefährdung
Der Wasser-Ampfer wird deutschlandweit als nicht gefährdet angesehen. Der Bestand des Wasser-Ampfers ist jedoch durch Flussverbauungen vielerorts stark zurückgegangen. Im Oberrheingebiet und im Neckarraum gehört die Art zu den aussterbenden Arten. Dort sind nur noch sehr kleine Rest-Populationen vorhanden. Auf den Roten Listen der gefährdeten Gefäßpflanzen der Bundesländer wird sie in Sachsen-Anhalt, im Saarland und in Baden-Württemberg als gefährdet (Gefährdungskategorie 3) geführt. In Brandenburg, Nordrhein-Westfalen und Rheinland-Pfalz ist sie stark gefährdet (Gefährdungskategorie 2). In Berlin gilt sie als vom Aussterben bedroht (Gefährdungskategorie 1). In Hamburg ist der Wasser-Ampfer ausgestorben (Gefährdungskategorie 0).

## Verwendung
Pflanzenteile enthalten reichlich Oxalsäure, die in größeren Mengen für den Menschen, besonders für Nierenkranke, gesundheitsschädlich ist. Nach dem Kochen verringert sich der Anteil an Oxalsäure aber merklich, und die Pflanze kann ähnlich wie Spinat zubereitet gegessen werden.
Der Wasser-Ampfer hat medizinischen Nutzen, die Wurzeldroge hilft gegen Magenbeschwerden und Durchfall. Ein Auszug aus der Wurzel heilt verschiedene Hautkrankheiten. Die pulverisierte „Wurzel“ kann als Zahnpastaersatz verwendet werden.